# Antonino Caponnetto
Antonino Caponnetto (Caltanissetta, 5 de septiembre de 1920 - Florencia, 6 de diciembre de 2002) fue un magistrado italiano de Antimafia.

## Biografía
Nació en Caltanissetta, una pequeña ciudad de la isla italiana de Sicilia. A los 10 años, Caponnetto se mudó con su familia a la península itálica, instalándose en Pistoya, en la Toscana. Se graduó en Derecho por la Universidad de Florencia, ingresando en la carrera judicial en 1954. Su primer destino fue como pretor en la ciudad de Prato.
Su carrera dio un giro radical en noviembre de 1983 cuando tras el asesinato del juez Rocco Chinnici, fue trasladado a Palermo para ocupar su puesto. Siguiendo la estrategia estudiada por la oficina de instrucción de Turín, donde Giancarlo Caselli trabajaba para combatir el terrorismo, y continuando la labor de Rocco Chinnici, en 1984 creó un grupo de magistrados que tenía la tarea de ocuparse exclusivamente de la lucha contra la mafia. 
Compuesto por nombres como los de Giovanni Falcone, Paolo Borsellino, Gioacchino Natoli, Giuseppe Di Lello y Leonardo Guarnotta, el grupo instruyó el primer gran juicio contra la mafia, en el conocido Maxi Proceso, y utilizó las declaraciones de los arrepentidos como Tommaso Buscetta para conseguir la procesión de centenares de mafiosos. Cuando decidió dejar Palermo para regresar a Florencia, indicó como su sucesor a Falcone. El Consejo Superior de la Magistratura prefirió a Antonino Meli a él, y Caponnetto nunca ocultó su fuerte amargura por esta decisión, debida, según sus palabras, a "cinco abstenciones vergonzosas, letales y dos mayoría de votos". Reiteró posteriormente también las palabras de Paolo Borsellino al respecto, quien habló de que había un Judas Iscariote presente entre quienes tomaron la decisión.
Retirado en 1990, tuvo que ver amargamente como varios de sus compañeros y amigos de la etapa de Palermo eran asesinados uno detrás de otro por los Corleonesi: primero Falcone y semanas después Borsellino. Posteriormente se dedicó a actividades políticas en apoyo de la legalidad y la justicia social. En 1999 organizó el primer "Encuentro de Legalidad", evento anual que reunía a periodistas, magistrados y asociaciones civiles.
Falleció en diciembre de 2002 en la ciudad de Florencia de causas naturales a los 82 años.